# Martí Ventolrà
Martí Vantolrà i Fort (Barcelona, 16 de dezembro de 1906 - Cidade do México, 5 de junho de 1977) foi um futebolista espanhol. Ele competiu na Copa do Mundo FIFA de 1934, sediada na Itália, na qual a seleção de seu país terminou na quinta colocação dentre os 16 participantes. Seu filho José Vantolrá disputou a Copa do Mundo FIFA de 1970 pela seleção do México. Primeiro caso de pai e filho terem disputado Copas por países diferentes.